# 薄荚羊蹄甲
薄荚羊蹄甲（学名：Bauhinia delavayi）是豆科羊蹄甲属的植物，为中国的特有植物。分布于中国大陆的云南等地，生长于海拔300米至600米的地区，见于江西、广东、福建以及广西，目前尚未由人工引种栽培。

## 别名
德氏羊蹄甲（中国主要植物图说）